# Къща на Чока
Къща на Чока (на македонска литературна норма: Куќа на Чока) е архитектурна забележителност в град Битоля, Северна Македония.

## Местоположение
Разположена е в старото градско ядро, на улица „Владко Миленкоски“ (бивша „Гюро Гякович“) № 26, близо до Митрополията.

## История
Къщата е изградена във втората половина на XIX век.

## Архитектура
В архитектурата има барокови влияния при оформянето на фасадните обеми и при прилагането на фасадната украса. Но са употребени специфични елементи волути, в които са вметнати елипсовидни прозорци, които оформят покривния калканен завършек. Този елемент напомня за италианския Ренесанс и подчертава принадлежността на къщата към средиземноморския стил, но присъства и в късните поствизантийски влияния в развитието на църковната архитектура през XIX век на Балканите.